# Горевский
Горевский — упразднённый посёлок в Алейском районе Алтайского края России. На момент упразднения входил в состав Заветильичёвского сельсовета. Исключён из учётных данных в 1982 году.

## География
Посёлок находился в центральной части края, на правом берегу реки Горевка, на расстоянии приблизительно 5 километров (по прямой) к северо-западуу от поселка Заветы Ильича.

### Климат
Резко континентальный. Средняя температура января −17,6 °С, июля — +20 °С. Годовое количество осадков — 440 мм.

## История
Основан в 1922 г. В 1928 г. посёлок состоял из 81 хозяйства. В административном отношении являлся центром Горевского сельсовета Алейского района Барнаульского округа Сибирского края.

## Население
В 1926 г. в посёлке проживало 457 человек (235 мужчин и 222 женщины), основное население — русские.